# Стангерія пухнастонога
Стангерія пухнастонога (Stangeriaceae) — вид голонасінних рослин класу саговникоподібні (Cycadopsida).

## Опис
Зростає кущем, менш ніж 2 м у висоту. Форми моркви підземне стебло до 20 см у поперечнику. Зріле листя 0,3–2 м в довжину, перисте, папоротеподібне, прямовисне або дугове, темно-зелене. Чоловічі шишки 10–25 см × 3–4 см, вузько циліндричні, поодинокі, вкриті короткими срібними волосками коли молоді, жовтувато-коричневі при дозріванні. Жіночі шишки 8–35 см × 6–10 см, від яйцюватих до еліпсоїдних, покриті сріблястими волосками коли молоді, темно-зелені й менш волохаті при дозріванні. Насіння 3–3,5 см × 2–2,5 см, від яйцюватої до обернено-яйцюватої форми, саркотеста (плід як у граната) пурпурно-червона при дозріванні.

## Поширення, екологія
Країни проживання: Мозамбік; ПАР (капська провінція, Квазулу-Наталь). Записаний на висотах від 10 до 750 м над рівнем моря, на широтах від 26 до 33 градусів південної широти. Середньорічна кількість опадів від 750 до 1000 мм. Росте на відкритих, сухих луках, у легкій тіні під деревами в прибережній парковій зоні, або в щільних вологих низовинних лісах. Знайдено на піщаних ґрунтах (отриманих з пісковику) або іноді в гранітних або важких чорних глинах, всі злегка кислі, росте у 50 км зоні від океану.

## Використання
Використовується для традиційної медицини, є також декоративне використання.

## Загрози та охорона
На чисельність вплинув надмірний збір для медицини та декоративного використання. Величезна кількість рослин була знищена вздовж узбережжя провінції Квазулу-Наталь та Капської задля промисловості цукрової тростини і ананаса. Середовище проживання швидко деградує через вирубку лісів і розширення землеробства. Цей вид, перелічений у Додатку I СІТЕС. Вид зустрічається, принаймні, в 5 заказниках.

## Галерея

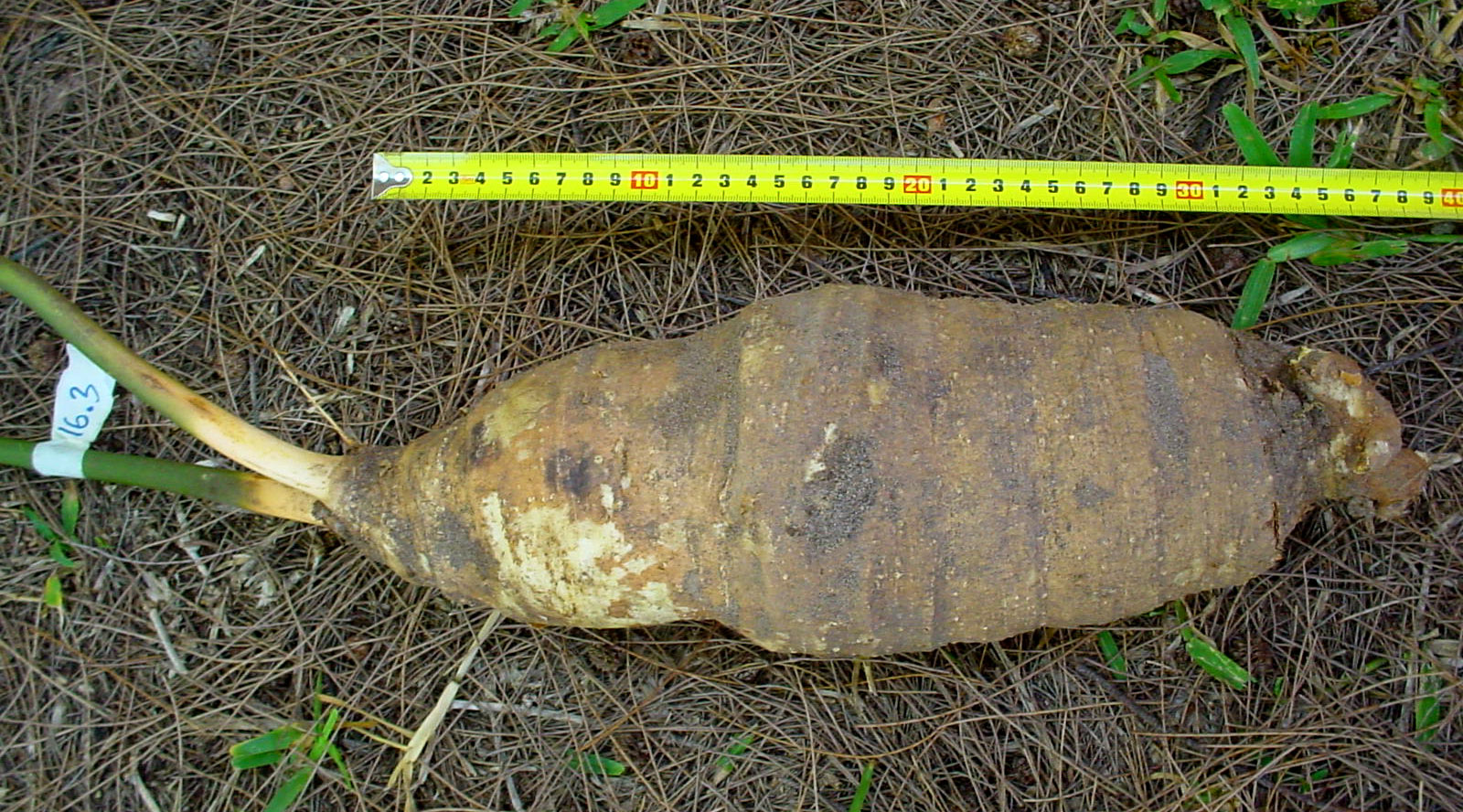
Підземний бульбовий корінь
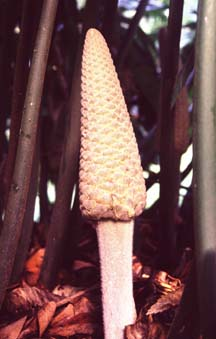
Чоловічі шишки
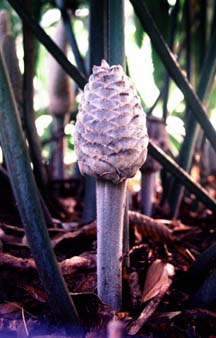
Жіночі шишки
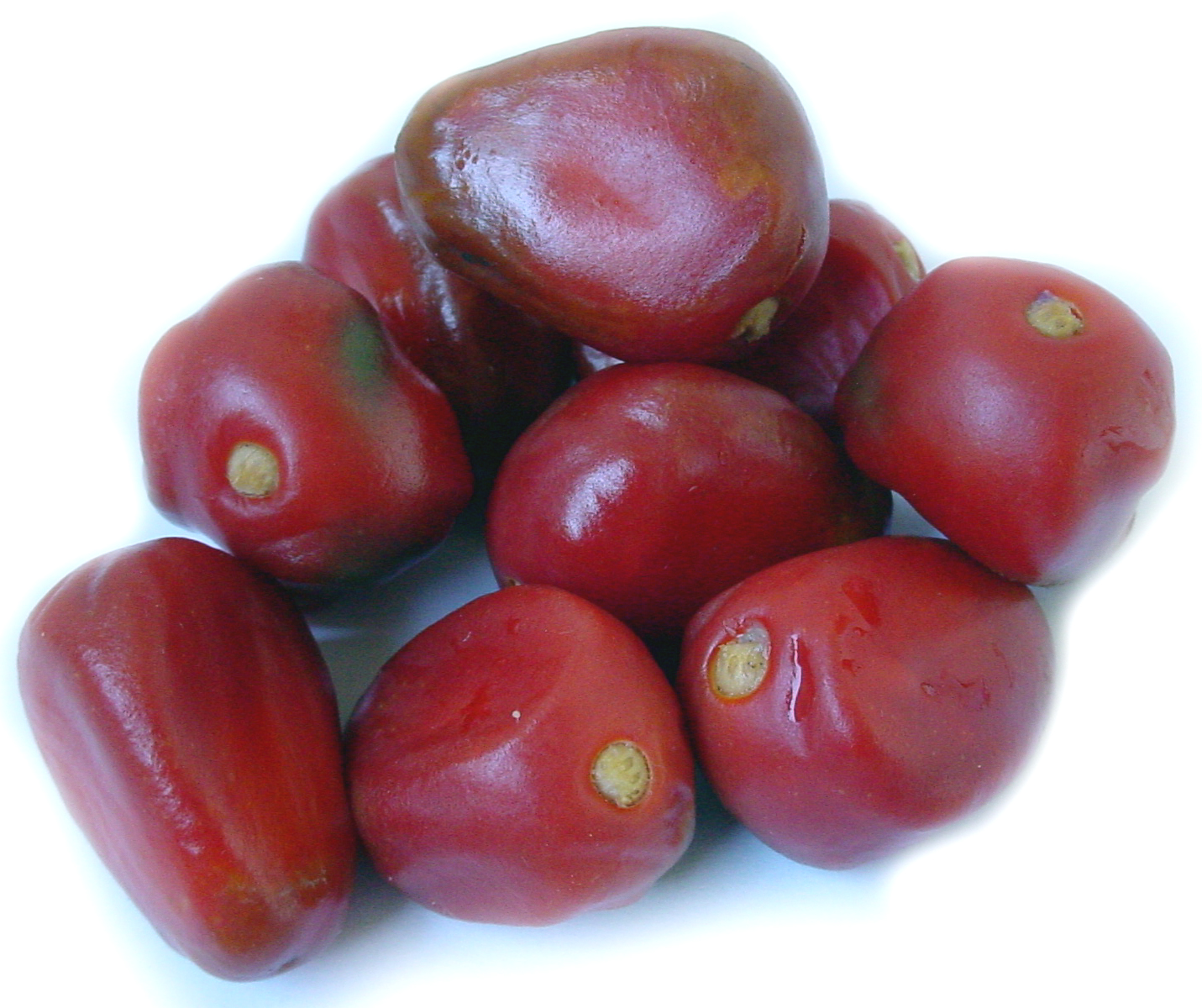
Насіння